# Мухамедханов, Тургут Ишанджанович
Тургут Ишанджанович Мухамедханов (1927—1997) — советский и узбекский винодел, разработал несколько новых сортов вин. Кандидат технических наук (1967), Заслуженный инженер УзССР, Отличник сельского хозяйства СССР.

## Биография
Тургут Мухамедханов родился в 1927 году в Ташкенте, Узбекская ССР. В 1950 году окончил пищевой факультет Среднеазиатского политехнического института (ныне — Ташкентский государственный технический университет), получил специальность инженера-технолога винодельческого и спиртового производства.
С 1950 по 1953 год работал научным сотрудником отдела технологии Научно-исследовательского института виноградарства в Самарканде. В 1953 году перешёл на работу в Научно-исследовательский институт садоводства, виноградарства и виноделия им. Р. Р. Шредера (ныне носит имя академика М. Мирзаева). Работал виноделом, научным сотрудником, заведующим отделом, а в 1958 году был назначен директором филиала виноделия. При нём был построен новый опытно-экспериментальный завод.
В 1967 году Мухамедханов защитил диссертацию, получил учёную степень кандидата технических наук.
Автор 26 научных работ, зарегистрировал одно авторское свидетельство, разработал и внедрил в производство шесть новых марок вин: «Малохат» (удостоено золотой медали на Международном конкурсе вин в Болгарии в 1972 году), «Офарин», «Гулоб», «Гулро», «Чехра» и «Хинагул».
Мухамедханов дважды награждался медалью «За трудовую доблесть» (1966 и 1976), а также медалью «За доблестный труд» (1970). В 1970 году получил звания заслуженного инженера УзССР и отличника сельского хозяйства СССР.
Тургут Мухамедханов умер в 1997 году.